# Eupogonius albipilis
Eupogonius albipilis es una especie de escarabajo longicornio del género Eupogonius, tribu Desmiphorini, subfamilia Lamiinae. Fue descrita científicamente por Breuning en 1955.

## Descripción
Mide 5,5 milímetros de longitud.

## Distribución
Se distribuye por Trinidad y Tobago.